# Boone Carlyle
Boone Carlyle – postać fikcyjna, jeden z bohaterów serialu Zagubieni. W jego postać wciela się Ian Somerhalder.
Jest starszym i przybranym bratem Shannon. Zginął po upadku samolotu ze skały, znalezionego na wyspie.
Z retrospekcji dowiadujemy się, że Boone nie jest prawdziwym bratem Shannon, tylko synem drugiej żony ojca Shannon. Matka Boone'a, która nienawidziła Shannon, miała dobry kontakt z synem.
Na wyspie najwięcej czasu spędzał na polowaniach z Lockiem. To właśnie wraz z nim odkrył bunkier, który próbowali razem otworzyć.

## Śmierć
W odcinku "Deus Ex Machina" John Locke miał sen, w którym zobaczył samolot. Zaprowadził wówczas Boone'a do tego miejsca. Ponieważ Locke chwilowo stracił czucie w nogach, Boone musiał wspiąć się po skarpie do samolotu. W samolocie nawiązał z kimś krótkotrwałą łączność (potem okazało się, że był to Bernard Nadler, rozbitek który znajdował się po drugiej stronie wyspy), jednak samolot spadł ze skarpy przygniatając Boone'a. Kiedy Locke przyniósł go do obozu, nie powiedział nikomu nic o samolocie, a sam udał się do włazu. Pomimo wielkich starań Jacka i Sun jego życia nie udało się uratować. Został pochowany jako pierwszy w cmentarzu na wyspie. Zmarł w momencie, w którym urodził się Aaron – syn Claire.
Ukazał się Locke'owi w odcinku Further Instructions mówiąc mu że ma kogoś ocalić.
Pojawia się w retrospekcjach Nikki w odcinku Exposé, kiedy kłóci się z Shannon. Wtedy Nikki pyta Paula, czy ten obiecuje jej że oni nigdy tak nie skończą.